# お話でてこい
お話でてこい（おはなしでてこい）は、NHKラジオ第2放送で1954年11月8日から放送されている、主に幼稚園・保育園に向けた朗読の番組。

## 内容
乳幼児の想像力をかき立てるに当たり、ラジオはその格好のメディア手段であるとされている。この番組では毎回世界を代表する童話・御伽噺にスポットライトをあて、ベテラン俳優・声優によるナレーションでやさしく語りかけながら子ども達の想像力を高める狙いがある。
番組は毎回「でーてこい、でてこい、でてこい…お話でてこい、お話でてこい、どんどこどんどこ でてこいこい」という合唱団のテーマソングのあと、「でてきた、でてきた、でてきたぞ。ほーら、でてきた。さあ、でてこいのおじさん（おばさん）のお話が始まるよ!!」という口上から始まって本編となる。そしてエンディングで朗読者が「今日のお話はこれでおしまい」と述べると合唱団が「どんどこどん、どんどこどん、どんどこどんでさようなら…」と歌うと、朗読者が「はい、さようなら…」と述べて終わる（尺の都合で最後の合唱が省略される場合もある）。

## 放送日時
- 水曜日：9:45 - 10:00
2013年3月までは月曜日と火曜日のみであったが、おはなしの旅（小学生向け）が廃止になったため、同年4月から放送日を月曜日-木曜日に拡大した。当時の内容は月曜日・火曜日が年少～年中児向け、水曜日・木曜日が主に年長児～小学校低学年向けであった。
2014年4月より木曜日の放送が廃止となり、月曜日が幼稚園年少児向け、火曜日が年中児向け、水曜日が年長児向けの内容に改められた。対象が幼稚園・保育所向けに変更されたことに伴い、ラジオ第2における小学校以上に向けた学校放送からは事実上完全撤退することになった。
2022年4月より放送時間変更。
2024年4月より月曜日・火曜日の放送が廃止となり、週1回のみの放送となった。
- 「らじる★らじる聞き逃しサービス」放送後より1週間、聞くことができる。
2025年4月17日放送分より配信が始まった（聞き逃しサービスではこれまで配信されてこなかった）。

## 朗読者
- 佐野浅夫 - 故人：2022年(令和4年)6月28日没
- 香椎くに子[2] - 故人：2008年(平成20年)10月1日没
- 藤田淑子 - 故人：2018年(平成30年)12月28日没
- 内田藍子
- 井上瑤 - 故人： 2003年(平成15年)2月28日没
- 金沢寿一
- 野島昭生

## 音楽
- 服部正 - 故人：2008年(平成20年)8月2日没 - 第1回から1961年(昭和36年)3月までの6年間以上、この番組の音楽を担当した[3]。
- 横山菁児 - 故人：2017年(平成29年)7月8日没
- 高井達雄

他

## 表彰・受賞歴
- 番組に対する表彰
  - 日本賞(1969年)：文部大臣賞(ラジオ・初等部門)[4]
    - 受賞作タイトル「海におちたピアノ」(原作者：ストリンドベリ)（この番組「海におちたピアノ」は「お話でてこい」の1シリーズとして放送された）制作者：山崎誠、演出者：二宮睦郎　

  - 日本賞(1973年)：文部大臣賞(ラジオ・初等部門)[5]
    - 受賞作タイトル「-かきくけこ、かきくけこ-」(受賞当時チーフディレクター：武井照子)
- 番組関係者を対象とした表彰
  - ペスタロッチー教育賞：(2001年(平成13年)第10回[6])
    - 受賞者：佐野浅夫。当番組のお話の語り手としての活動が表彰理由。

## 関連書籍
あの日を刻むマイク　ラジオと歩んだ九十年
当該番組を発案・企画したチーフディレクター：武井照子の自伝的エッセイ（集英社、2020年1月7日発売、ISBN978-4-08-775448-3）。
1944年(昭和19年)に日本放送協会へアナウンサーとして入局し、1953年(昭和28年)にディレクターに転身した当人は、それまで放送されていた幼児番組に違和感を抱いており、「もっと普段の言葉で語れないのだろうか？」「全く飾らない言葉、普段の表現が欲しい、と思っていた。」など自らの独創と、自分の子育て経験から学んだことなども盛り込んで、この番組を企画し局内に提案した。局内の先輩からは猛反発を受けたものの、上司からの賛意を得るなどして実現に漕ぎ着けた。また語り手のおじさんには、当時劇団民藝の俳優だった佐野浅夫(番組開始時点:29歳)を「歌も歌えて、シリアスなものも、ユーモラスなものも演じられる、幅の広い役者だと思い、選んだ。」が、その際「幼児向け番組だというのに、何故、自分なんですか？」という疑問を呈した佐野に対して、『これまでの幼児番組のイメージを変えたいので』と答えて納得してもらったことなど、幾つかのエピソードを披露している。加えて、佐野の相手役（チョットマッテ坊や）として起用した子役俳優の小柳徹(当時6歳)とのエピソードも述懐している。
（※「」内・『』内は本書からの引用。引用箇所：第五章、ディレクターに転身 - キラキラ星だった作家、平塚武二（172ページ以降））